# Sinfonia concertante (Kvandal)
Johan Kvandal voltooide zijn Sinfonia concertante in 1968. 
Van voltooiing is eigenlijk geen sprake. Kvandl kwam in tijdnood vanwege de vastgestelde première op 5 september 1968. Het Bergen filharmoniske orkester, opdrachtgever, wilde het toen spelen onder leiding van Karsten Andersen. Kvandal had de twee snelle delen. Het langzame middendeel liet Kvandal weg en verving het door een soort cadens voor fagot. Het thema van die cadens is al te horen in het eerste snelle deel. Door deze opbouw heeft deze sinfonia iets weg van de negende symfonie van Dmitri Sjostakovitsj, qua klank meer Sjostakovitsj tiende.
In tempoaanduidingen ziet het werk er dan als volgt uit:
- allegro
- adagio, intermezzo e cadenza
- allegro assai.

Kvandal schreef dit werk voor groot orkest
- 3 dwarsfluiten, 3 hobo’s, 2 klarinetten, 2 fagotten
- 4 hoorns, 3 trompetten, 3 trombones, 1 tuba
- pauken,  percussie, piano
- violen, altviolen, celli, contrabassen

Er zijn niet-commerciële opnamen van de eerste uitvoering in handen van de Noorse muziekcentrale. In 1998 verscheen op het Noorse platenlabel Hemera een opname van het Klassika onder leiding van Aleksandr Kantorov.